# Ueli Steck

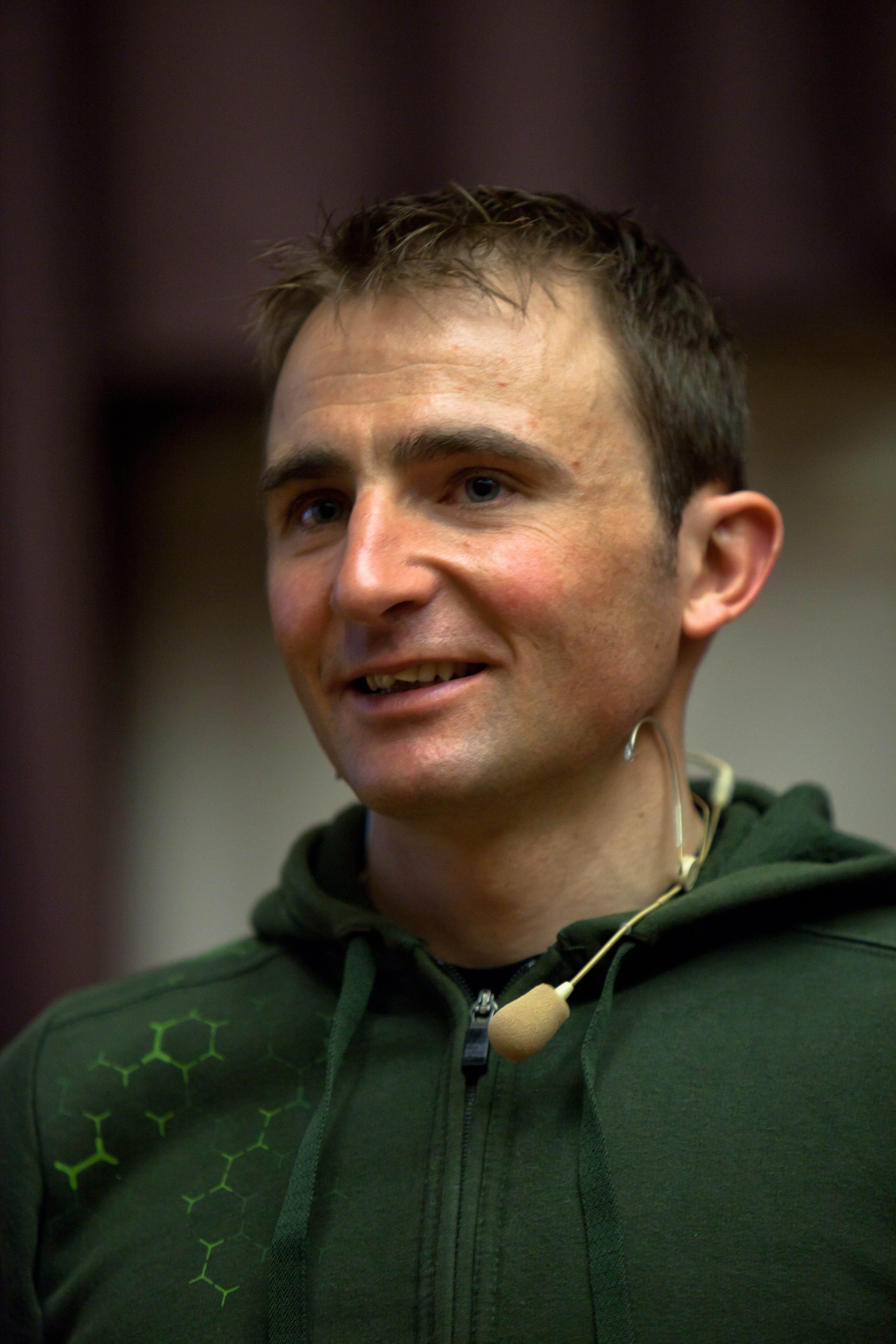
Ueli Steck (2012)

Ueli Steck (* 4. Oktober 1976 in Langnau im Emmental; † 30. April 2017 am Nuptse, Nepal; Übername: Swiss Machine) war ein Schweizer Extrembergsteiger. Er galt als einer der weltbesten Solokletterer und war vor allem durch sehr schnelle Begehungen hochalpiner Routen bekannt.  Am 30. April 2017 kam er bei einem Bergunfall am Nuptse unweit des Mount Everest ums Leben.

## Leben
Steck wurde 1976 in Langnau im Kanton Bern als jüngster von drei Brüdern geboren, von denen einer der ehemalige Eishockeyprofi Bruno Steck ist. Als 12-Jähriger begann Ueli Steck mit dem Klettern, bereits als 18-Jähriger durchstieg er die Eiger-Nordwand, dann im Mont-Blanc-Massiv den berühmten Bonatti-Pfeiler. Im Juni 2004 kletterte er mit Stephan Siegrist das Dreigestirn Eiger, Mönch und Jungfrau innerhalb von 25 Stunden.
Ein weiterer Erfolg war der sogenannte Khumbu-Express im Jahr 2005, für den er vom Klettermagazin Climb! zu einem der drei besten Alpinisten Europas gewählt wurde. Dabei handelt es sich um die ersten Solodurchsteigungen der Nordwand des Cholatse (6440 m) und der Ostwand des Tawoche (6505 m).
Auf der direkten Linie über die Südflanke zum Gipfel der Annapurna im Himalaya kletternd, wurde er 2007 von einem herabfallenden Stein getroffen. Bewusstlos und mit zertrümmertem Helm rutschte Steck mehr als 200 Meter ab, blieb aber mit Prellungen und einer Gehirnerschütterung sonst unverletzt.
2008 brach er einen erneuten Versuch in der Annapurna-Südwand ab, um dem baskisch-spanischen Bergsteiger Iñaki Ochoa de Olza zu helfen. Er konnte Ochoa noch lebend erreichen, dennoch verstarb dieser kurze Zeit später im Beisein von Steck. Steck und sein Begleiter Simon Anthamatten wurden mit dem Preis Prix Courage 2008 der Zeitschrift Beobachter ausgezeichnet, da sie ihr Leben riskierten, um andere Bergsteiger zu retten.
2008 erhielt Steck für seine bergsteigerischen Leistungen den Eiger Award und 2009 gemeinsam mit Simon Anthamatten den Piolet d’Or für die 2008 erfolgte Erstbegehung der Nordwand des Tengkangpoche im Alpinstil.
2013 geriet Steck am Mount Everest gemeinsam mit dem Italiener Simone Moro und dem Briten Jonathan Griffith im Lager 2 in eine einstündige handgreifliche Auseinandersetzung mit rund hundert Sherpas, in deren Folge er durch einen Steinwurf im Gesicht verletzt wurde. Aufgrund von Messerattacken und Morddrohungen mussten alle drei Bergsteiger noch vor dem Einbruch der Nacht, mit dem Nötigsten bepackt, weiter zum Basislager absteigen. Die Expedition wurde daraufhin abgebrochen. Auslöser der Streitigkeiten soll ein verärgerter Sherpaführer gewesen sein, der sich bei seinen Sicherungsarbeiten unterhalb des Lagers 3 von den aufsteigenden Bergsteigern gestört und seine Gehilfen durch herabstürzende Eisbrocken gefährdet fühlte.
Am 9. und 10. Oktober 2013 stieg Steck nach eigenen Angaben solo in 28 Stunden (Auf- und Abstieg) durch die Annapurna-Südwand auf den 8091 m hohen Gipfel, was als Quantensprung im Alpinismus gefeiert und am 29. März 2014 auch mit dem Piolet d’Or ausgezeichnet wurde. Diese Begehung Stecks, die von Dritten nur bis in eine Höhe von 7050 m beobachtet werden konnte, wurde jedoch in diversen Publikationen angezweifelt. Steck konnte keine Fotos vorlegen, er hatte seine mitgeführte GPS-Uhr nicht eingeschaltet und bei Nachfragen zu Details ergaben sich weitere Ungereimtheiten.
Am 24. September 2014 kamen bei einer von Benedikt Böhm und Sebastian Haag organisierten Tour, an der auch Steck teilnahm, Haag und Andrea Zambaldi bei einem Lawinenabgang am Gipfel des Shishapangma ums Leben. Der ebenfalls verschüttete, später aber gerettete Martin Maier erhob im Anschluss Vorwürfe gegen Böhm und Steck. Die beiden hätten ihn zu früh aufgegeben und nicht alle Möglichkeiten zu seiner Rettung ausgeschöpft.
Zwischen 11. Juni und 11. August 2015 bestieg Ueli Steck alle 82 Viertausender der Alpen, wobei er die Strecken zwischen den Bergen nur aus eigener Kraft zurücklegte – entweder zu Fuss, mit dem Fahrrad oder dem Gleitschirm. Steck hatte das Projekt zusammen mit Michael Wohlleben geplant und begonnen. Der musste jedoch nach den ersten fünf Gipfeln wegen einer Verletzung aufgeben, woraufhin Steck das Projekt alleine mit wechselnden Partnern, unter anderem einige Berge mit seiner Frau Nicole Steck, weiterführte. Steck bewältigte bei seiner Tour in 62 Tagen insgesamt 117'450 Höhenmeter und 1'770 Kilometer Wegstrecke. Ursprünglich waren 80 Tage für das Vorhaben geplant, dank des ausgezeichneten Wetters war Steck jedoch schneller als erwartet.
Am 30. April 2017 verunglückte Steck im Alter von 40 Jahren in der Nähe vom Lager 2 am Mount Everest bei einer vorbereitenden Akklimatisationstour eines Rekordversuches am Nuptse tödlich.
Ueli Steck wurde am 4. Mai 2017 im Kloster Tengboche, Nepal, unter Anwesenheit seiner Frau und naher Angehöriger eingeäschert und bestattet.
Der gelernte Zimmermann Steck lebte mit seiner Ehefrau zuletzt in Ringgenberg bei Interlaken.

## Besondere alpinistische Leistungen
- 1995 Eiger-Nordwand, Heckmair-Route, (1800 m AS)
- 1998 Mönch Hastoncouloir, Solo in 3,5 Stunden (1000 m AS-)
- 1999 Eiger Lauper-Route, Solo in 5 Stunden (1800 m AS-)
- 2000 Eiger-Nordwand, Yetiroute Zweitbegehung (7c/A0)
- 2000 Mönch-Nordwand, Direttissima Erstbegehung (1000 m M5/Wi5)

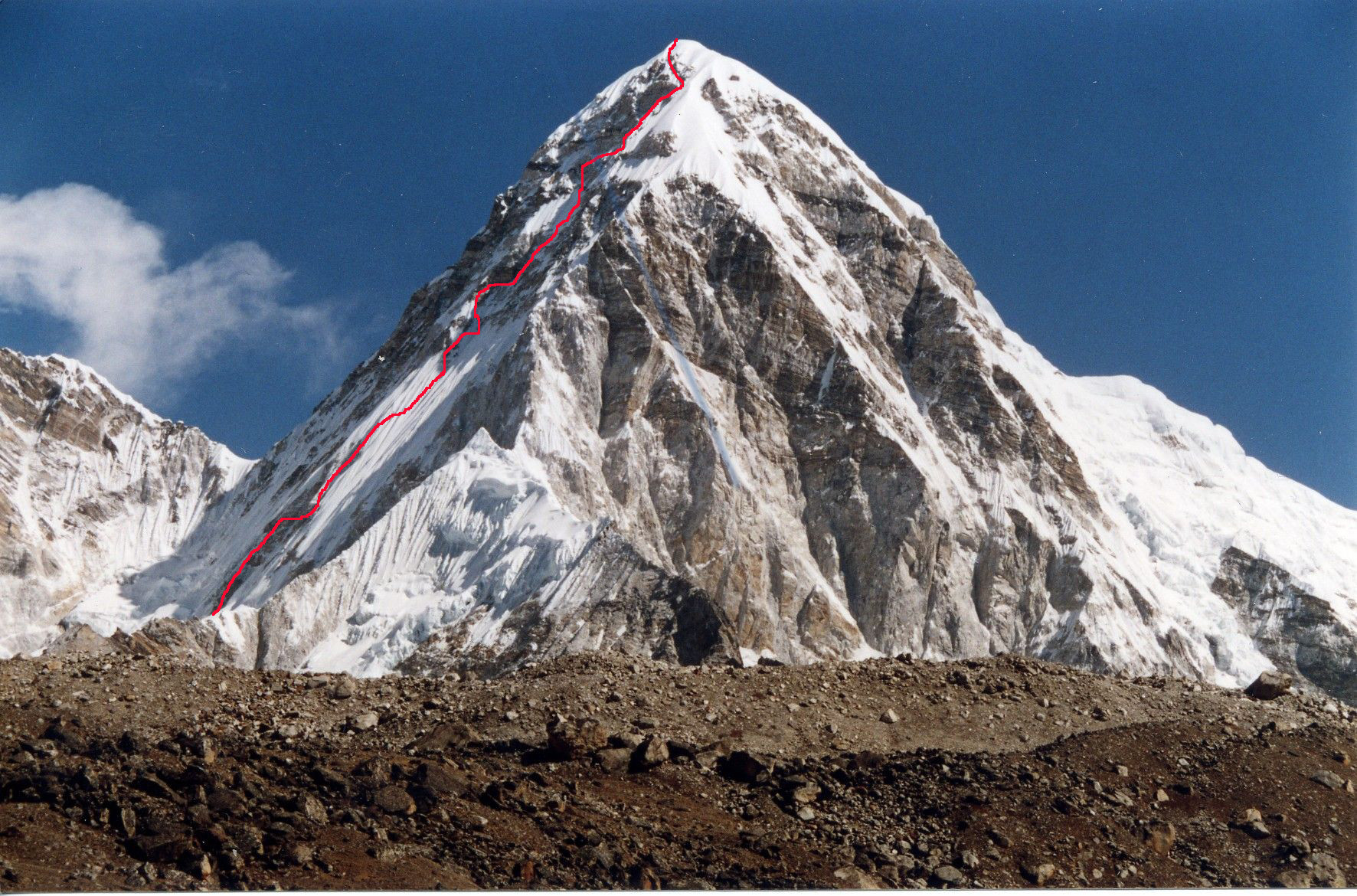
Erstbegehungsroute der Pumori-Westseite von Bühler/Steck 2001

- 2001 Grandes Jorasses Walkerpfeiler, Winterbegehung (1200 m AS)
- 2001 Pumori (7161 m), Erstbegehung Westroute (1400 m M4/80 Grad Eis) mit Ueli Bühler
- 2001 Erstbegehung der Route The Young Spider in der Eiger-Nordwand (1800 m M7/Wi6; 7a/A2)
- 2002 Mount Dickey, Alaska Erstbegehung (1700 m M7+ AI6 5.9/A1)
- 2002/03 Zwei Versuche Jannu-Nordwand (7710 m) Nepal, zusammen mit Erhard Loretan
- 2003 Punta Heron (Patagonien)
- 2003 Rotpunktbegehung La vida es silbar (Eiger-Nordwand 900 m 7c)
- 2004 Trilogie Eiger, Mönch und Jungfrau (Nordwände) in 25 Stunden
- 2005 Erste Solobegehungen der Tawoche-Ostwand (6515 m) und der Cholatse-Nordwand (6440 Meter) (Khumbu-Express)
- 2006 Solobegehung der Matterhorn-Nordwand
- 2006 Eiger-Nordwand, Winter-Solobegehung von The Young Spider
- 2006 Erstdurchsteigung der Nordwand des Gasherbrum II mit Gipfelerfolg am Gasherbrum II Ost (7772 m)
- 2007 Pumori-Westwand in 24 Stunden hin und zurück, solo (unbelegt)[11][12]
- 2007 Eiger-Nordwand, Geschwindigkeitsrekord Heckmair-Route in 3:54 Stunden, solo
- 2008 Eiger-Nordwand, Geschwindigkeitsrekord Heckmair-Route in 2:47:33 Stunden, solo und ohne jegliche Benützung von vorhandenen Seilen und Fixpunkten[24]
- 2008 Grandes-Jorasses-Nordwand, Geschwindigkeitsrekord Colton-McIntyre-Route in 2:21 Stunden, solo[25]
- 2008 Tengkampoche-Nordwand (6500 m, Nepal) Erstbegehung mit Simon Anthamatten im Alpinstil (keine Bohrhaken, keine Fixseile, vier Tage für Auf- und Abstieg)
- 2009 Matterhorn-Nordwand, Geschwindigkeitsrekord klassische Schmid-Route in 1:56 Stunden, solo[26]
- 2009 Solo-Besteigung des Gasherbrum II (8034 m)
- 2009 Makalu (8485 m), Normalroute
- 2011 Shishapangma (8027 m), Solobegehung der Südwestwand (unbelegt)[11][12]
- 2011 Cho Oyu (8188 m), in Seilschaft mit Don Bowie, Begehung der Westwand
- 2012 Mount Everest, zusammen mit dem 21-jährigen Sherpa Tenji[27]
- 2013 Annapurna (8091 m), Solobegehung der Südwand, 28 Stunden für Auf- und Abstieg (unbelegt)[11][12]
- 2015 Besteigung aller 82 Viertausender der Alpen in 61 Tagen unter Verzicht auf jegliche motorisierte Fortbewegung zwischen den einzelnen Bergen.[28]
- 2015 Eiger-Nordwand, neuerlicher Geschwindigkeitsrekord Heckmair-Route in 2:22:50 Stunden, solo[29][30] Damit holte er sich den Rekord zurück, nachdem zwischenzeitlich Dani Arnold 2011 Stecks alten Rekord mit 2 Stunden 28 Minuten unterboten hatte.

## Werke
- Speed. Die drei grossen Nordwände der Alpen in Rekordzeit. Malik, National-Geographic 2010, ISBN 978-3-492-40378-8.
- 8000+. Aufbruch in die Todeszone. Mit Karin Steinbach.  Malik, München 2012, ISBN 978-3-89029-407-0.
- Der nächste Schritt: Nach jedem Berg bin ich ein anderer. Mit Karin Steinbach. Malik, München 2016, ISBN 978-3-89029-406-3.

## Dokumentationen
- Ueli Steck – Leben am Abgrund. Reportage des Schweizer Fernsehens u. a. über einen winterlichen Alleindurchstieg der Eiger-Nordwand (23. Juni 2005, teilweise Schweizerdeutsch, 25 min)
- Ueli und sein Schutzengel – Mit dem Bergsteiger Ueli Steck unterwegs im Himalaya. Reportage des Schweizer Fernsehens über den missglückten Versuch der Annapurna-Besteigung (13. Juni 2007, teilweise Schweizerdeutsch, 26 min)
- Der schnellste Mann am Berg. Reportage des Schweizer Fernsehens (20. Januar 2011, teilweise Schweizerdeutsch, 50 min)
- Ueli Steck – Der schnellste Mann am Berg. Serie Fortsetzung folgt, SRF 1 (17. April 2015, teilweise Schweizerdeutsch, 43 min)
- Steck, Binsack und Oelz – Vom Glück in der Nähe des Todes, Sternstunde Philosophie, ( 3. April 2015, teilweise Schweizerdeutsch, 57 min)
- Jacqueline Schwerzmann: Ueli Steck – Auf schmalem Grat. SRF, 2020 (95 min, YouTube)
- Duell am Abgrund bei Netflix  (2023)